# Amandów
Amandów (deutsch Amandhof) ist ein Ort in der Gemeinde Pietrowice Wielkie (Groß Peterwitz) im Powiat Raciborski der Woiwodschaft Schlesien in Polen.

## Geographie
Amandów liegt acht Kilometer nördlich von Pietrowice Wielkie (Groß Peterwitz), 15 Kilometer nordwestlich von Racibórz (Ratibor) und 68 Kilometer westlich von Kattowitz in der Nähe der Landesgrenze zu Tschechien.

## Geschichte
Amandhof war ursprünglich ein Vorwerk, das 1866 angelegt wurde und zum Schloss Preußisch Krawarn gehörte. Benannt wurde es nach dem Reichsgrafen Amand von Gaschin, der das Rittergut 1842 von den Herren von Krawarn 1842 erworben hatte.
Amandhof verblieb nach der Volksabstimmung in Oberschlesien 1921 beim Deutschen Reich. Bis 1945 befand sich der Ort im Landkreis Ratibor. Bis dahin war das Vorwerk im Besitz der Henckel von Donnersmarck.
Als Folge des Zweiten Weltkriegs fiel Amandhof 1945 an Polen, wurde der Woiwodschaft Schlesien angeschlossen und in Amandów umbenannt. Ab 1945 entstand beim Vorwerk eine Wohnsiedlung. Von 1945 bis 1949 gehörte Amandów zur Woiwodschaft Schlesien. 1949 wurde am Vorwerk eine Landwirtschaftliche Produktionsgenossenschaft gegründet. 1950 wurde Amandów der Woiwodschaft Opole (Oppeln) eingegliedert. 1962 wurde ein Wohngebiet mit Einfamilienhäusern gebaut. Ab 1975 gehörte Amandów zur Woiwodschaft Katowice. 1999 wurde es dem wiedergegründeten Powiat Raciborski zugeteilt.

## Bauwerke
- Die alte Bebauung des Vorwerks.[3]